# Leszcze (gmina Kościelec)
Leszcze – wieś w Polsce położona w województwie wielkopolskim, w powiecie kolskim, w gminie Kościelec.
W latach 1975–1998 miejscowość należała administracyjnie do województwa konińskiego.

## Informacje ogólne
Wieś położona jest 7 km na południowy zachód od Koła, przy drodze dojazdowej z Kościelca do autostrady A2.